# Derby Mediolanu w piłce nożnej
Derby Mediolanu (wł. Derby di Milano), we Włoszech również Derby della Madonnina – derby piłkarskie rozgrywane pomiędzy mediolańskimi klubami Inter Mediolan oraz Milan.

## Historia
Jedne z najważniejszych meczów derbowych na świecie – obie drużyny są jedynymi zespołami z tego samego miasta, które mogą poszczycić się zdobyciem Pucharu Europy i Pucharu Interkontynentalnego W latach 1908–2016 odbyło się 216 takich spotkań. Derby Mediolanu są rozgrywane głównie w Serie A, czasem także w Pucharze Włoch. Ponadto czterokrotnie oba zespoły mierzyły się w rozgrywkach Ligi Mistrzów. Pierwsze derby zostały rozegrane w roku 1908 – 6:3 zwyciężył Milan, a ostatnie 21 września 2019 roku zakończyły się zwycięstwem Interu 2:0.
Derby Mediolanu najczęściej rozgrywane są na stadionie Giuseppe Meazzy (San Siro), gdzie oba kluby rozgrywają domowe mecze.

## Lista spotkań w XXI wieku
Kolejność od ostatniego meczu wstecz.
Stan na 23 kwietnia 2025 r.
| Data                 | Rozgrywki     | Wynik meczu                  |
| -------------------- | ------------- | ---------------------------- |
| 23 kwietnia 2025     | Puchar Włoch  | Inter – Milan 0:3            |
| 2 kwietnia 2025      | Puchar Włoch  | Milan – Inter 1:1            |
| 2 lutego 2025        | Serie A       | Milan – Inter 1:1            |
| 6 stycznia 2025      | Superpuchar   | Inter – Milan 2:3            |
| 22 września 2024     | Serie A       | Inter – Milan 1:2            |
| 22 kwietnia 2024     | Serie A       | Milan – Inter 1:2            |
| 16 września 2023     | Serie A       | Inter – Milan 5:1            |
| 16 maja 2023         | Liga Mistrzów | Inter – Milan 1:0            |
| 10 maja 2023         | Liga Mistrzów | Milan – Inter 0:2            |
| 5 lutego 2023        | Serie A       | Inter – Milan 1:0            |
| 18 stycznia 2023     | Superpuchar   | Milan – Inter 0:3            |
| 3 września 2022      | Serie A       | Milan – Inter 3:2            |
| 19 kwietnia 2022     | Puchar Włoch  | Inter – Milan 3:0            |
| 1 marca 2022         | Puchar Włoch  | Milan – Inter 0:0            |
| 5 lutego 2022        | Serie A       | Inter – Milan 1:2            |
| 7 listopada 2021     | Serie A       | Milan – Inter 1:1            |
| 21 lutego 2021       | Serie A       | Milan – Inter 0:3            |
| 26 stycznia 2021     | Puchar Włoch  | Inter – Milan 2:1            |
| 17 października 2020 | Serie A       | Inter – Milan 1:2            |
| 9 lutego 2020        | Serie A       | Inter – Milan 4:2            |
| 21 września 2019     | Serie A       | Milan – Inter 0:2            |
| 17 marca 2019        | Serie A       | Milan – Inter 2:3            |
| 21 października 2018 | Serie A       | Inter – Milan 1:0            |
| 4 kwietnia 2018      | Serie A       | Milan – Inter 0:0            |
| 27 grudnia 2017      | Puchar Włoch  | Milan – Inter 1:0 (d.)       |
| 15 października 2017 | Serie A       | Inter – Milan 3:2            |
| 15 kwietnia 2017     | Serie A       | Inter – Milan 2:2            |
| 20 listopada 2016    | Serie A       | Milan – Inter 2:2            |
| 31 stycznia 2016     | Serie A       | Milan – Inter 3:0            |
| 13 września 2015     | Serie A       | Inter – Milan 1:0            |
| 19 kwietnia 2015     | Serie A       | Inter – Milan 0:0            |
| 23 listopada 2014    | Serie A       | Milan – Inter 1:1            |
| 4 maja 2014          | Serie A       | Milan – Inter 1:0            |
| 22 grudnia 2013      | Serie A       | Inter – Milan 1:0            |
| 24 lutego 2013       | Serie A       | Inter – Milan 1:1            |
| 7 października 2012  | Serie A       | Milan – Inter 0:1            |
| 6 maja 2012          | Serie A       | Inter – Milan 4:2            |
| 15 stycznia 2012     | Serie A       | Milan – Inter 0:1            |
| 2 kwietnia 2011      | Serie A       | Milan – Inter 3:0            |
| 21 listopada 2010    | Serie A       | Inter – Milan 0:1            |
| 24 stycznia 2010     | Serie A       | Inter – Milan 2:0            |
| 29 sierpnia 2009     | Serie A       | Milan – Inter 0:4            |
| 15 lutego 2009       | Serie A       | Inter – Milan 2:1            |
| 28 września 2008     | Serie A       | Milan – Inter 1:0            |
| 4 maja 2008          | Serie A       | Milan – Inter 2:1            |
| 23 grudnia 2007      | Serie A       | Inter – Milan 2:1            |
| 11 marca 2007        | Serie A       | Inter – Milan 2:1            |
| 28 października 2006 | Serie A       | Milan – Inter 3:4            |
| 14 kwietnia 2006     | Serie A       | Milan – Inter 1:0            |
| 11 grudnia 2005      | Serie A       | Inter – Milan 3:2            |
| 12 kwietnia 2005     | Liga Mistrzów | Inter – Milan 0:3 (walkower) |
| 6 kwietnia 2005      | Liga Mistrzów | Milan – Inter 2:0            |
| 27 lutego 2005       | Serie A       | Inter – Milan 0:1            |
| 24 października 2004 | Serie A       | Milan – Inter 0:0            |
| 21 lutego 2004       | Serie A       | Milan – Inter 3:2            |
| 5 października 2003  | Serie A       | Inter – Milan 1:3            |
| 13 maja 2003         | Liga Mistrzów | Inter – Milan 1:1            |
| 7 maja 2003          | Liga Mistrzów | Milan – Inter 0:0            |
| 12 kwietnia 2003     | Serie A       | Inter – Milan 0:1            |
| 23 listopada 2002    | Serie A       | Milan – Inter 1:0            |
| 1 września 2002      | towarzyski    | Milan – Inter 1:0            |
| 3 marca 2002         | Serie A       | Milan – Inter 0:1            |
| 21 października 2001 | Serie A       | Inter – Milan 2:4            |
| 11 maja 2001         | Serie A       | Inter – Milan 0:6            |
| 7 stycznia 2001      | Serie A       | Milan – Inter 2:2            |

## Statystyka
Stan na 15 kwietnia 2017 r.
| Rozgrywki               | Mecze | Zwycięstwa Milanu | Remisy | Zwycięstwa Interu | Gole Milanu | Gole Interu |
| ----------------------- | ----- | ----------------- | ------ | ----------------- | ----------- | ----------- |
| Serie A                 | 188   | 62                | 59     | 69                | 253         | 271         |
| Puchar Włoch            | 23    | 9                 | 7      | 7                 | 32          | 22          |
| Liga Mistrzów           | 4     | 2                 | 2      | 0                 | 6           | 1           |
| Inne oficjalne turnieje | 3     | 2                 | 0      | 1                 | 5           | 4           |
| Razem                   | 218   | 75                | 68     | 76                | 296         | 297         |

## Najlepsi strzelcy
| Zawodnik             | Klub                       | Serie A | Puchary Krajowe | Puchary Europejskie | Ogółem |
| -------------------- | -------------------------- | ------- | --------------- | ------------------- | ------ |
| Andriy Shevchenko    | A.C. Milan                 | 8       | 3               | 3                   | 14     |
| Giuseppe Meazza      | Inter Mediolan, A.C. Milan |         |                 |                     | 13     |
| Gunnar Nordahl       | A.C. Milan                 |         |                 |                     | 11     |
| Istvan Nyers         | Inter Mediolan             |         |                 |                     | 11     |
| Enrico Candiani      | Inter Mediolan, A.C. Milan |         |                 |                     | 10     |
| Jose Altafini        | A.C. Milan                 |         |                 |                     | 7      |
| Alessandro Altobelli | Inter Mediolan             |         |                 |                     | 7      |
| Roberto Boninsegna   | Inter Mediolan             |         |                 |                     | 7      |
| Benito Lorenzi       | Inter Mediolan             |         |                 |                     | 7      |
| Louis Van Hege       | A.C. Milan                 |         |                 |                     | 7      |
| Aldo Boffi           | A.C. Milan                 |         |                 |                     | 6      |
| Aldo Cevenini        | A.C. Milan, Inter Mediolan |         |                 |                     | 6      |
| Attilio Demaria      | Inter Mediolan             |         |                 |                     | 6      |
| Sandro Mazzola       | Inter Mediolan             |         |                 |                     | 6      |
| Pietro Serantoni     | Inter Mediolan             |         |                 |                     | 6      |
| Zlatan Ibrahimović   | Inter Mediolan, A.C. Milan | 5       | 1               | –                   | 6      |
| Diego Milito         | Inter Mediolan             | 6       | –               | –                   | 6      |
| Kaká                 | A.C. Milan                 | 5       | –               | –                   | 5      |
| Filippo Inzaghi      | A.C. Milan                 | 4       | –               | –                   | 4      |
| Dejan Stanković      | Inter Mediolan             | 4       | –               | –                   | 4      |
| Clarence Seedorf     | Inter Mediolan, A.C. Milan | 3       | 1               | –                   | 4      |

## Mecze poza Mediolanem
Sześciokrotnie derby Mediolanu odbyły się poza Włochami:
- 18 października 1908 w Chiasso (Szwajcaria)
- 29 czerwca 1969 w Nowym Jorku
- 26 lipca 2009 w Foxborough (USA)
- 6 sierpnia 2011 w Pekinie w ramach Superpucharu Włoch – A.C. Milan wygrał 2:1
- 18 stycznia 2023 w Rijadzie w ramach Superpucharu Włoch – Inter wygrał 3:0
- 6 stycznia 2025 w Rijadzie w ramach Superpucharu Włoch – A.C. Milan wygrał 3:2